# Djamel Abdoun
Djamel Abdoun (* 14. února 1986, Montreuil, Francie) je francouzsko-alžírský fotbalista. V současnosti hraje za řecký klub Panathinaikos FC. Od roku 2003 prošel kluby v Ajacciu, Manchesteru, Sedanu, FC Nantes a řecké Kavale. Od roku 2009 je v národním výběru Alžírska, za které hrál i na Mistrovství světa ve fotbale 2010 v Jihoafrické republice.